# Aethes olibra
Aethes olibra es una especie de polilla del género Aethes, categorizada en la tribu Cochylini, de la subfamilia Tortricinae.

## Distribución
Se distribuye por Jamaica.

## Taxonomía
Fue descrita por Razowski en 1994 y publicada en (Aethes), Acta zool. cracov. 37: 263.